# آندژی سوپرون
آندژی سوپرون (لهستانی: Andrzej Supron؛ زادهٔ ۲۲ اکتبر ۱۹۵۲) کشتی‌گیر اهل لهستان است.